# Grantessa boomerang
Grantessa boomerang är en svampdjursart som först beskrevs av Arthur Dendy 1892.  Grantessa boomerang ingår i släktet Grantessa och familjen Heteropiidae. Inga underarter finns listade i Catalogue of Life.